# Alcalá del Obispo
Alcalá del Obispo ist ein Municipio in der autonomen Gemeinschaft Aragonien in Spanien. Es gehört der Provinz Huesca an. 2024 hatte die Gemeinde 372 Einwohner auf einer Fläche von 48 km².

## Lage
Alcalá del Obispo liegt 13 Kilometer nordwestlich von Huesca und etwa 85 Kilometer nordöstlich von Saragossa. Zudem befindet sich etwa 3 Kilometer östlich der regionale Flughafen Huesca-Pirineos.

## Wirtschaft
Die wichtigsten wirtschaftlichen Zweige stellen in Alcalá del Obispo die Landwirtschaft und die Viehzucht dar.

## Feste
- 28. Mai: Santa Waldeska
- 29. September: San Miguel

## Sehenswürdigkeiten
- Kirche San Miguel aus dem 17. Jahrhundert
- Molino de Fañanás